# OMAP

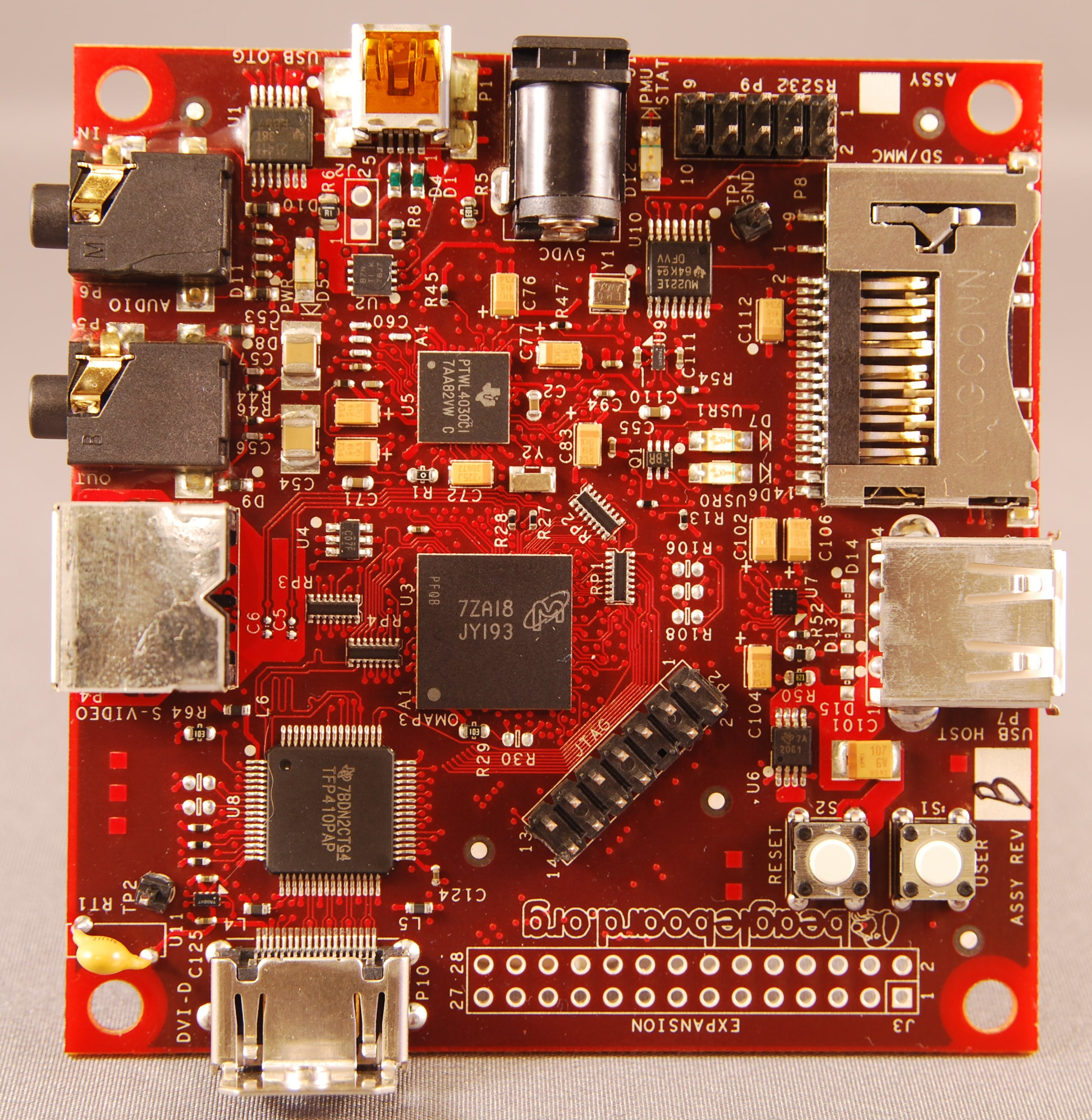
Immagine di una BeagleBoard, che utilizza questa tecnologia

Texas Instruments Ducati

Gli OMAP, acronimo di Open Multimedia Application Platform (Piattaforma per applicazioni multimediali aperte), sono dei processori RISC specificatamente progettati per applicazioni multimediali, costruiti dalla Texas Instruments sotto licenza ARM. Molti telefoni cellulari e smartphone (per esempio i nokia Symbian) utilizzano questa tecnologia.

## Famiglie di processori
Nel sito internet della Texas Instruments i processori OMAP sono suddivisi in tre categorie: "High Performance", "Basic Multimedia" e "Modem and Applications".

### High Performance
- OMAP3530 - ARM Cortex A8 + PowerVR SGX 530 2D/3D Graphics Accelerator + C64x+ DSP / video accelerator
- OMAP3525 - x A8 + C64x+ DSP / video accelerator
- OMAP3515 - ARM Cortex A8 + PowerVR SGX 530 2D/3D Graphics Accelerator
- OMAP3503 - 600 MHz ARM Cortex A8
- OMAP3440 - 800 MHz ARM Cortex A8 + PowerVR SGX 530 2D/3D Graphics Accelerator
- OMAP3430 - ARM Cortex A8 + ISP (Image Signal Processor) + PowerVR SGX 530 2D/3D Graphics Accelerator + IVA2+ (Acceleratore per immagini e video). Processo produttivo da 65 nm / 45 nm.
- OMAP3420 (expected in 2008) - ARM Cortex A8 + ISP (Image Signal Processor) + PowerVR SGX 530 2D/3D Graphics Accelerator + IVA2 (Imaging and Video Accelerator). Processo produttivo da 65 nm / 45 nm.
- OMAP3410 (expected in 2008) - ARM Cortex A8 + ISP (Image Signal Processor) + IVA2 (Imaging and Video Accelerator). Processo produttivo da 65 nm / 45 nm.
- OMAP2431 - 330 MHz ARM1136 + IVA2
- OMAP2430 - 330 MHz ARM1136 + PowerVR MBX lite 2D/3D Graphics Accelerator + IVA2
- OMAP2420 - 330 MHz ARM11 + 220 MHz C55x DSP + PowerVR MBX 2D/3D Graphics Accelerator + IVA
- OMAP1710 - 220 MHz ARM926TEJ + C55x DSP
- OMAP1621 - ARM926 + C55x DSP + 2MB Internal SRAM
- OMAP1612 - 204 MHz ARM926TEJ + C55x DSP
- OMAP1611 - 204 MHz ARM926EJ-S + C55x DSP
- OMAP1610 - 204 MHz ARM926EJ-S + C55x DSP
- OMAP1510 - 168 MHz ARM925T (TI-enhanced) + C55x DSP
- OMAP5910 - ARM9 + C55x DSP
- OMAP5912 - ARM9 + C55x DSP

### Basic Multimedia
- OMAP331 - ARM9
- OMAP310 - ARM9
- OMAP-DM270 - ARM7 + C54x DSP

### Modem and Applications
- OMAPV1030 - EDGE digital baseband
- OMAPV1035—single-chip EDGE
- OMAP850 - 200 MHz ARM926EJ-S + GSM/GPRS digital baseband + stacked EDGE co-processor
- OMAP750 - 200 MHz ARM926EJ-S + GSM/GPRS digital baseband + DDR Memory support
- OMAP733 - 200 MHz ARM926EJ-S + GSM/GPRS digital baseband + stacked SDRAM
- OMAP730 - 200 MHz ARM926EJ-S + GSM/GPRS digital baseband + SDRAM Memory support
- OMAP710 - 133 MHz ARM925 + GSM/GPRS digital baseband